# Tom Holland

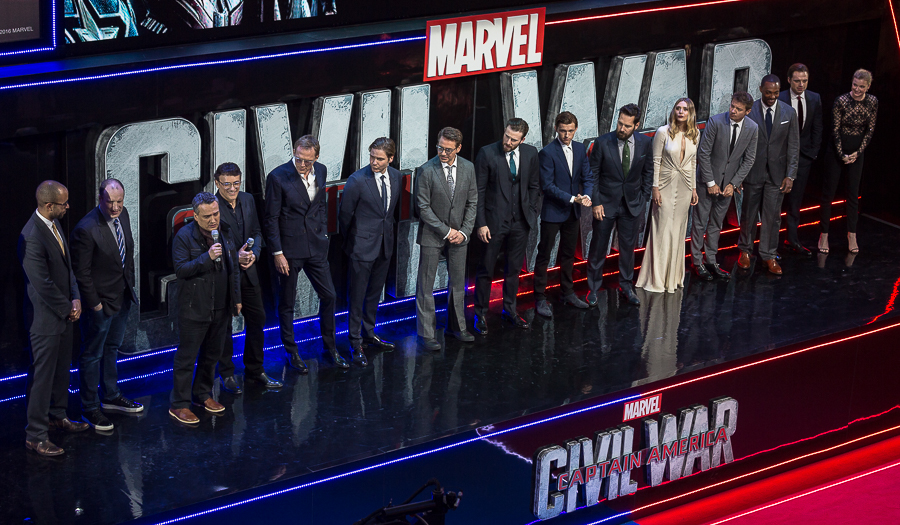

Thomas Stanley "Tom" Holland, född 1 juni 1996 i Kingston upon Thames i London, är en brittisk skådespelare. Han är mest känd för sin roll som superhjälten Peter Parker/Spider-Man i Marvel Cinematic Universe-filmerna Captain America: Civil War (2016), Spider-Man: Homecoming (2017), Avengers: Infinity War (2018), Avengers: Endgame (2019), Spider-Man: Far From Home (2019) och Spider-Man: No Way Home (2021).

## Bakgrund och familj
Tom Holland föddes i Kingston upon Thames, han är son till Nicola Elizabeth (född Frost) och Dominic Holland, som är komiker och författare. Han har tre yngre bröder. Tom Holland har studerat vid Donhead och Wimbledon College. I december 2012 inledde han studier på BRIT School i London Borough of Croydon.

## Karriär
Tom Holland har varit med i musikalen Billy Elliot the Musical, där han spelade Billys bästa vän Michael. 2011 fick han en röstroll i den animerade filmen Lånaren Arrietty. 2012 blev han uppmärksammad för rollen som Lucas Bennett i The Impossible. Åren därefter syntes han i filmerna How I Live Now, Locke och In the Heart of the Sea. Den 23 juni 2015 bekräftades det att Holland ska spela Spider-Man i Marvel Cinematic Universe. Hans karaktär gjorde ett framträdande i Captain America: Civil War. 2017 medverkade han i en egen solo-film som heter Spider-Man: Homecoming.

## Privatliv
Han fick diagnosen dyslexi vid sju års ålder. I november 2021 bekräftade Holland sitt förhållande till Zendaya.

## Filmografi (i urval)

### Filmer
| År   | Titel                      | Roll                      | Anmärkningar |
| ---- | -------------------------- | ------------------------- | ------------ |
| 2010 | Lånaren Arrietty           | Shō                       | Röstroll     |
| 2012 | The Impossible             | Lucas Bennett             |              |
| 2013 | Moments                    | Ung man                   | Kortfilm     |
| 2013 | How I Live Now             | Isaac                     |              |
| 2013 | Locke                      | Eddie (röst)              |              |
| 2015 | In the Heart of the Sea    | Ung Thomas Nickerson      |              |
| 2016 | Captain America: Civil War | Peter Parker / Spider-Man |              |
| 2016 | Edge of Winter             | Bradley                   |              |
| 2016 | The Lost City of Z         | Jack Fawcett              |              |
| 2017 | Spider-Man: Homecoming     | Peter Parker / Spider-Man |              |
| 2017 | Pilgrimage                 | Broder Diarmuid           |              |
| 2017 | The Current War            | Samuel Insull             |              |
| 2018 | Avengers: Infinity War     | Peter Parker / Spider-Man |              |
| 2019 | Avengers: Endgame          | Peter Parker / Spider-Man |              |
| 2019 | Spider-Man: Far From Home  | Peter Parker / Spider-Man |              |
| 2019 | Spies in Disguise          | Walter Beckett (röst)     |              |
| 2020 | Dolittle                   | Jip (röst)                |              |
| 2020 | Framåt                     | Ian Lightfoot (röst)      |              |
| 2020 | The Devil All the Time     | Arvin Russell             |              |
| 2021 | Chaos Walking              | Todd Hewitt               |              |
| 2021 | Cherry                     | Cherry                    |              |
| 2021 | Spider-Man: No Way Home    | Peter Parker / Spider-Man |              |
| 2022 | Uncharted                  | Nathan Drake              |              |
| 2026 | The Odyssey                | Telemachos                |              |
| 2026 | Spider-Man: Brand New Day  | Peter Parker / Spider-Man |              |

### TV
| År   | Titel            | Roll             | Anmärkningar                       |
| ---- | ---------------- | ---------------- | ---------------------------------- |
| 2015 | Wolf Hall        | Gregory Cromwell | Återkommande roll; 4 avsnitt       |
| 2017 | Lip Sync Battle  | Sig själv        | Avsnitt: "Tom Holland vs. Zendaya" |
| 2023 | The Crowded Room | Danny Sullivan   | Huvudroll                          |

### Datorspel
| År   | Titel                                               | Roll                      | Anmärkningar                                    |
| ---- | --------------------------------------------------- | ------------------------- | ----------------------------------------------- |
| 2016 | Lego Marvel Avengers                                | Peter Parker / Spider-Man | Nedladdningsbart innehåll                       |
| 2017 | Spider-Man: Homecoming - Virtual Reality Experience | Peter Parker / Spider-Man |                                                 |
| 2017 | Lego Marvel Super Heroes 2                          | Peter Parker / Spider-Man | Endast modell                                   |
| 2018 | Marvel Strike Force                                 | Peter Parker / Spider-Man | IOS, Android, Tablet, mobilspel                 |
| 2018 | Spider-Man                                          | Peter Parker / Spider-Man | Modell för Iron Spider, Stark och Homemade Suit |

## Teater
| År        | Titel                    | Roll                   | Teater                  | Anmärkningar                   |
| --------- | ------------------------ | ---------------------- | ----------------------- | ------------------------------ |
| 2008–2010 | Billy Elliot the Musical | Billy Elliot / Michael | Victoria Palace Theatre | 8 september 2008 – 29 maj 2010 |

## Utmärkelser
| År   | Utmärkelse                                           | Kategori                                                                                       | Nominerat verk                              | Resultat  |
| ---- | ---------------------------------------------------- | ---------------------------------------------------------------------------------------------- | ------------------------------------------- | --------- |
| 2012 | Hollywood Film Awards                                | Spotlight Award                                                                                | The Impossible                              | Vann      |
| 2012 | Washington D.C. Area Film Critics Association Awards | Best Youth Performance                                                                         | The Impossible                              | Nominerad |
| 2012 | St. Louis Film Critics Association                   | Special Merit (delad med Naomi Watts, Ewan McGregor, Samuel Joslin, Oaklee Pendergast)         | The Impossible                              | Vann      |
| 2012 | Chicago Film Critics Association Awards              | Most Promising Performer                                                                       | The Impossible                              | Nominerad |
| 2012 | Phoenix Film Critics Society Awards                  | Best Youth Performance in a Lead or Supporting Role - Male                                     | The Impossible                              | Vann      |
| 2012 | Nevada Film Critics Society                          | Best Youth Performance                                                                         | The Impossible                              | Vann      |
| 2013 | Central Ohio Film Critics Association                | Breakthrough Film Artist                                                                       | The Impossible                              | Nominerad |
| 2013 | National Board of Review                             | Breakthrough Performance - Male                                                                | The Impossible                              | Vann      |
| 2013 | Critics' Choice Awards                               | Best Young Actor/Actress                                                                       | The Impossible                              | Nominerad |
| 2013 | London Film Critics' Circle Awards                   | Young British Performer of the Year                                                            | The Impossible                              | Vann      |
| 2013 | Online Film & Television Association                 | Best Youth Performance                                                                         | The Impossible                              | Vann      |
| 2013 | Online Film & Television Association                 | Best Breakthrough Performance - Male                                                           | The Impossible                              | Nominerad |
| 2013 | Online Film & Television Association                 | Most Cinematic Moment (delad med Naomi Watts, Ewan McGregor, Samuel Joslin, Oaklee Pendergast) | The Impossible                              | Nominerad |
| 2013 | Cinema Writers Circle Awards                         | Best New Actor                                                                                 | The Impossible                              | Nominerad |
| 2013 | Goya Awards                                          | Best New Actor                                                                                 | The Impossible                              | Nominerad |
| 2013 | Gold Derby Awards                                    | Best Breakthrough Performer                                                                    | The Impossible                              | Nominerad |
| 2013 | Empire Awards                                        | Best Male Newcomer                                                                             | The Impossible                              | Vann      |
| 2013 | Young Artist Awards                                  | Best Performance in a Feature Film - Leading Young Actor                                       | The Impossible                              | Vann      |
| 2013 | Saturn Awards                                        | Best Performance by a Younger Actor                                                            | The Impossible                              | Nominerad |
| 2014 | CinEuphoria Awards                                   | Best Actor - International Competition                                                         | The Impossible                              | Nominerad |
| 2016 | Young Artist Awards                                  | Best Performance in a Feature Film - Supporting Young Actor (14 - 21)                          | In the Heart of the Sea                     | Nominerad |
| 2016 | Golden Schmoes Awards                                | Breakthrough Performance of the Year                                                           | Captain America: Civil War                  | Vann      |
| 2016 | Teen Choice Awards                                   | Choice Movie: Scene Stealer                                                                    | Captain America: Civil War                  | Nominerad |
| 2017 | Empire Awards                                        | Best Male Newcomer                                                                             | Captain America: Civil War                  | Nominerad |
| 2017 | Saturn Awards                                        | Best Performance by a Younger Actor                                                            | Captain America: Civil War                  | Vann      |
| 2017 | British Academy Film Awards                          | Rising Star Award                                                                              | Himself                                     | Vann      |
| 2017 | London Film Critics' Circle Awards                   | Young British/Irish Performer of the Year                                                      | The Lost City of Z / Spider-Man: Homecoming | Nominerad |
| 2017 | Teen Choice Awards                                   | Choice Breakout Movie Star                                                                     | Spider-Man: Homecoming                      | Nominerad |
| 2017 | Teen Choice Awards                                   | Choice Summer Movie Actor                                                                      | Spider-Man: Homecoming                      | Vann      |
| 2018 | Saturn Awards                                        | Best Performance by a Younger Actor                                                            | Spider-Man: Homecoming                      | Vann      |
| 2018 | Teen Choice Awards                                   | Choice Action Movie Actor                                                                      | Avengers: Infinity War                      | Nominerad |
| 2019 | Teen Choice Awards                                   | Choice Summer Movie Actor                                                                      | Spider-Man: Far From Home                   | Vann      |